# 위기철 (1889년)
위기철(韋基喆, 일본식 이름: 白石基喆시라이시 기테쓰, 1889년 ~ ?)은 일제강점기의 관료로, 본관은 장흥이며, 평안남도 평원군 출신이다.

## 생애
1914년 4월 조선진신시찰단원(朝鮮縉紳視察團員)의 일원으로 3주 동안 일본 도쿄 일대를 시찰했으며, 1914년 4월부터 7월 21일까지 조선총독부 기관지 《매일신보》 평안남도 지국장을 역임했다. 1921년 9월 조선농회 평안남도 평의원을 역임했으며, 1924년 민립대학평원군지방집행위원회 상무위원(1924년 4월 22일 임명)과 평남유림연합회 평원군 대표(1924년 4월 25일 임명)을 역임했다. 1927년 4월 1일 평안남도 관선 도평의회원으로 선출되었고, 1928년 11월 16일 일본 정부로부터 쇼와 대례 기념장을 받았다.
1933년 5월 17일 평안남도 민선 도회의원으로 선출되었으며, 1937년 5월 11일 평안남도 관선 도회의원으로 선출되었다. 1939년 11월 조선유도연합회 참사(參事)를 역임했으며, 1941년 4월 21일부터 1944년 4월 20일까지 조선총독부 중추원 참의를 역임했다. 1941년 9월 조선임전보국단 발기인으로 참여했으며, 1943년 2월 3일 일본적십자사로부터 유공장을 받았다. 조선총독부 중추원 참의 재직 시절인 1941년 6월 12일 중추원 부여신궁 공사 근로 봉사에 참여했다.
광복 이후인 1949년 8월 반민족행위특별조사위원회에 불구속 송치되기도 했다.
민족문제연구소의 친일인명사전 수록자 명단의 중추원 부문, 친일반민족행위진상규명위원회가 발표한 친일반민족행위 705인 명단에 포함되었다.

## 참고자료
- 친일반민족행위진상규명위원회 (2009). 〈위기철〉. 《친일반민족행위진상규명 보고서 Ⅳ-10》. 서울. 373~383쪽.